# Amtsgericht Lahr

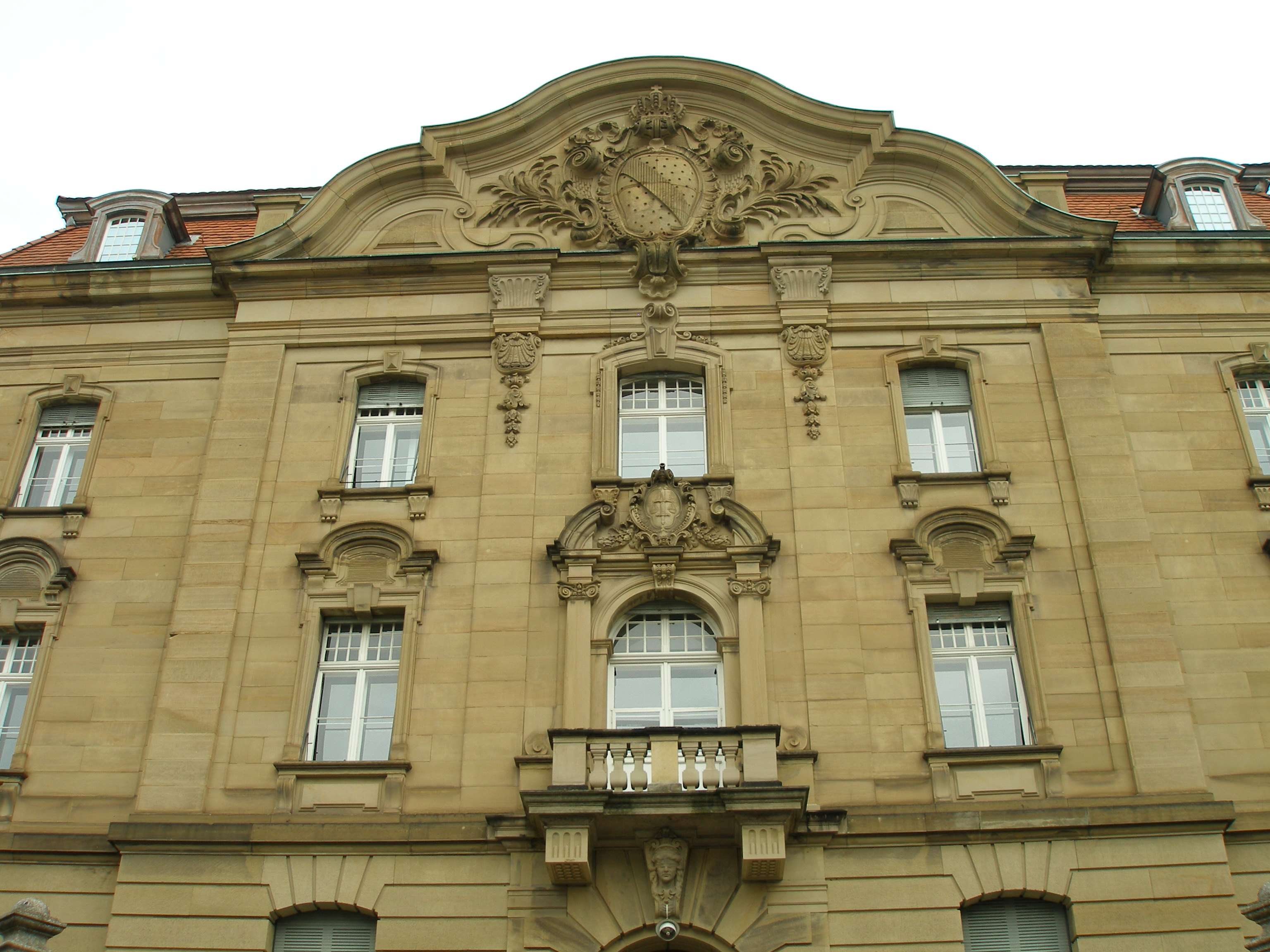
Gerichtsgebäude

Das Amtsgericht Lahr ist ein Gericht der ordentlichen Gerichtsbarkeit und eines von sechs Amtsgerichten (AG) im Bezirk des Landgerichts Offenburg.

## Gerichtssitz und -bezirk
Sitz des Gerichts ist Lahr/Schwarzwald, die zweitgrößte Stadt des Ortenaukreises. Der Gerichtsbezirk erstreckt sich auf die Stadt Lahr sowie auf die Gemeinden Friesenheim, Kippenheim, Meißenheim, Schuttertal, Schwanau und Seelbach mit insgesamt rund 80.000 Einwohnern.
Das Vereinsregister wird seit Dezember 2014 vom Amtsgericht Freiburg geführt. Für Insolvenzverfahren ist das Amtsgericht Offenburg zuständig. Mahnverfahren bearbeitet das Amtsgericht Stuttgart als Zentrales Mahngericht.

## Gebäude
Das Gericht ist in dem von 1899 bis 1902 errichteten Gebäude Turmstraße 5 untergebracht. Das neobarocke Bauwerk wurde im Auftrag des Großherzogtums Baden erstellt und in den 1990er Jahren vollständig renoviert. Es steht unter Denkmalschutz.

## Übergeordnete Gerichte
Dem Amtsgericht Lahr ist das Landgericht Offenburg übergeordnet. Zuständiges Oberlandesgericht ist das Oberlandesgericht Karlsruhe.